# Johann Christian von Koch
Johann Christian von Koch (* 6. Juli 1754 in Vilmnitz; † 31. März 1807 in Greifswald) war ein deutscher Jurist und Richter am Wismarer Tribunal.

## Leben
Johann Christian Koch, ein Sohn des Ehrenreich Christoph Koch (1714–1786), Pfarrer in Vilmnitz bei Putbus und ab 1754 an der Marienkirche in Wismar, wurde durch Hauslehrer unterrichtet und besuchte die Große Stadtschule Wismar. Ab 1773 studierte er an der Universität Göttingen und ab 1775 an der Universität Kiel. In Kiel disputierte er 1777 pro gradu.
1778 wurde er Prokurator am Wismarer Tribunal. 1789 wurde er zum Justitiar der Ämter Poel und Neukloster ernannt, die damals wie Wismar zu Schweden gehörten. 1794 wurde er Oberappellationsrat am Tribunal, mit dem er in den Jahren 1802 und 1803 zunächst nach Stralsund und schließlich nach Greifswald zog. 1803 wurde er in den schwedischen Adelsstand erhoben.